# Dualasi
Dualasi is een bestuurslaag in het regentschap Belu van de provincie Oost-Nusa Tenggara, Indonesië. Dualasi telt 911 inwoners (volkstelling 2010).